# Сценично изкуство
Сценично изкуство е вид изкуство, което се представя на сцена и е форма на забавление. Такива са например танцът, театърът, кинематографията, операта, циркът и някои други музикални представления. Сценичните изкуства се изпълняват пред публика наживо. Различават се от визуалните изкуства, които представляват използването на боя, платно или различни материали за създаване на физически или статични предмети на изкуството.
Едно определение, което е предпочитано от самите творци, е: сценично изкуство е всичко, в което се съдържа време, място, действие и публика. Участниците може да са актьори, комици, танцьори, илюзионисти, музиканти или певци. Те може да употребяват грим и да са облечени в специални костюми.
Театърът, музиката, танците, както и други видове представления присъстват във всички човешки култури. Историята на музиката и танца датира от праисторически времена, докато цирковите умения датират поне от Древен Египет. Много сценични изкуства се изпълняват професионално. Изпълнението може да бъде в специално построени сгради, като театри и опери, на открити сцени на фестивали, на сцени в шатри като циркове или на улицата. Развитието на аудио- и видеозаписите позволява личното потребление на сценичните изкуства, които често имат за цел да изразят нечии емоции и чувства.